# Вест-Нантікок (Пенсільванія)
Вест-Нантікок (англ. West Nanticoke) — переписна місцевість (CDP) в США, в окрузі Лузерн штату Пенсільванія. Населення — 562 особи (2020).

## Географія
Вест-Нантікок розташований за координатами 41°13′12″ пн. ш. 76°0′33″ зх. д. / 41.22000° пн. ш. 76.00917° зх. д. (41.219986, -76.009132).  За даними Бюро перепису населення США в 2010 році переписна місцевість мала площу 1,85 км², з яких 1,53 км² — суходіл та 0,32 км² — водойми.

## Демографія
Згідно з переписом 2010 року, у переписній місцевості мешкало 749 осіб у 328 домогосподарствах у складі 208 родин. Густота населення становила 405 осіб/км².  Було 373 помешкання (202/км²).
Расовий склад населення:
| - 97,5 % — білих - 0,3 % — чорних або афроамериканців - 0,1 % — корінних американців - 1,5 % — осіб інших рас |

До двох чи більше рас належало 0,7 %. Частка іспаномовних становила 1,9 % від усіх жителів.
За віковим діапазоном населення розподілялося таким чином: 19,4 % — особи молодші 18 років, 60,0 % — особи у віці 18—64 років, 20,6 % — особи у віці 65 років та старші. Медіана віку мешканця становила 45,2 року. На 100 осіб жіночої статі у переписній місцевості припадало 96,6 чоловіків;  на 100 жінок у віці від 18 років та старших — 96,1 чоловіків також старших 18 років.
Середній дохід на одне домашнє господарство  становив 60 530 доларів США (медіана — 52 176), а середній дохід на одну сім'ю — 67 453 долари (медіана — 63 750). Медіана доходів становила 45 833 долари для чоловіків та 30 966 доларів для жінок. За межею бідності перебувало 6,8 % осіб, у тому числі 2,9 % дітей у віці до 18 років та 13,5 % осіб у віці 65 років та старших.
Цивільне працевлаштоване населення становило 373 особи. Основні галузі зайнятості: освіта, охорона здоров'я та соціальна допомога — 27,3 %, роздрібна торгівля — 12,1 %, науковці, спеціалісти, менеджери — 9,4 %, публічна адміністрація — 8,8 %.